# جان بین
جان بین (به انگلیسی: John Bain) بازیکن فوتبال زادهٔ ۱۵ ژوئیه ۱۸۵۴ اهل کشور انگلستان بود که سابقهٔ بازی در تیم ملی فوتبال انگلستان را در کارنامهٔ خود دارد. وی در تاریخ ۳ مارس ۱۸۷۷ تنها بازی ملی خود را در مقابل تیم ملی فوتبال اسکاتلند انجام داد.